# Поляни (Підкарпатське воєводство)
Поляни (пол. Polany, неофіційна назва — Поляни Мисцівські) — лемківське село в Польщі, у гміні Кремпна Ясельського повіту Підкарпатського воєводства.
Населення — 261 особа (2011).

## Розташування
Територія села порізана річками Бараня, Гутянка та Вильшня й безліччю потоків. Край села з північної його сторони протікає ще одна досить велика річка Вислока — притока Вісли. Простягаються Поляни горами висотою від 409 до 465 метрів над р.м. Найвища гора — Пакушова (694 м.) — знаходиться у південно-західній частині села.

## Історія села
Перша письмова згадка про Поляни датується 1554 роком. Є згадки й про сусідні села: Гирова та Мшана — 1366 р., Мисцова — 1410 р., Гута Полянська — XVI ст., Крампна — 1499, Вільховець — 1541 р., Барвінок — 1549 р., Ропянка і Тиханя — 1581 р. 
За податковим реєстром 1581 р. село було власністю за волоським правом Миколая Стадницького гербу Шренява у Бецькому повіті; село належало до парохії Мисцова, в селі було 8 селянських дворів, 2 загородники з ріллею, 1 коморники з тягловою худобою і 1 без худоби, господарство солтиса.
Поляни належали до сіл з великою територією, яка разом з Гутою складала 3448 га (34,38 кв. км), тоді як територія більшості лемківських сіл коливалась від 500 до 1500 га. У багатьох документах Гута згадується як хутір чи присілок села Поляни.
Панські володіння складали: 82 морги (47 га) ріллі, 120 моргів (69 га) лук, 125 моргів (72 га) пасовиськ і 1203 морги (692 га) лісу. Селянам належало 1447 моргів (833 га) ріллі, 226 моргів (130 га) лук, 2575 моргів (1482 га) пасовиськ і 36 моргів (21 га) лісу. Церковні володіння складали 28 моргів (16 га) ріллі, 13 моргів (16 га) лук і 108 моргів (62 га) пасовиськ.
Станом на середину 1880-х років у Полянах нараховувалось 171 господарство, 1061 житель (530 чоловіків та 531 жінка), з них 998 греко-католиків, 47 римо-католиків та 16 юдеїв. У 1900 році у селі було 190 господарств, а це 1157 жителів.
У 1883 році повідомлено про існування у селі громадського шпихліра, у яких зберігали запаси зерна. У випадку неврожаю зерно випозичали селянам і, яке, при врожайних роках, підлягало поверненню. Також за часів панщини у Полянах був великий прусський двір на т. зв. Бліху, який знищили в часі Другої світової війни. Відомий він тим, що там виносили смертні вироки (через повішання) злочинцям (очевидно до 1772 року). Як спадок залишилась назва терену Шибениця. У селі був тартак побудований братами Тонетами, який після війни був демонтований і вивезений з Полян.
У різні роки кількість мешканців Полян змінювалась: у 1839 році — 1273 особи, 1847—1367 осіб , 1858—923 особи, 1884—1175 осіб, 1901—1175 осіб, 1914—1400 осіб. Кількість осіб, які виїхали з села на заробітки до Америки: на 1898 рік таких людей було 102, на 1901 — 130, на 1902 — 150, на 1906 — 230, на 1925 — 136 осіб.
До Першої світової війни Поляни мали статус містечка (лат. oppidum), належали до Коросненського повіту (судовий округ Дукля) Королівства Галичини і Володимирії. На 1900 рік проживало 1155 осіб, з них 1135 греко-католиків і 20 юдеїв, усі визнали розмовною мовою русинську (українську).  У міжвоєнний період село належало до Коросненського повіту Львівського воєводства, була москвофільська читальня ім. Качковського. На 01.01.1939 в Полянах проживало 1290 жителів, з яких 1225 українців, 60 поляків та 5 євреїв.

### ДСВ і депортації
Після Другої світової війни Лемківщина, попри сподівання лемків на входження в УРСР, була віддана Польщі, а корінне українське населення Полян примусово-добровільно вивозилося в СРСР (82 родини). Згодом, у період між 1945 і 1947 роками, у цьому районі тривала боротьба підрозділів УПА проти радянських і польських військ. Решту лемків (40 осіб) у 1947 році між 25 і 31 травня в результаті операції «Вісла» було депортовано на понімецькі землі Польщі, на їх місце були поселені поляки.
У 1975-1998 роках село належало до Кросненського воєводства.

### Церква
Церква Івана Золотоустого за проектом Якова Рудницького змурована в 1914 р. на місці давньої дерев'яної церкви. Побудову церкви організував тодішній парох Николай Феленчак (†1920). Церква була парохіяльною і належала до Дуклянського деканату Перемишльської єпархії греко-католицької церкви. Через рік під час боїв Першої світової війни вигоріла долішня частина села, тоді ж сильно постраждала церква та згоріли приходство і всі парохіяльні документи (метричні записи велися від 1784 р.). У 1927 р. під час тилявської схизми половина жителів села перейшла до польської православної церкви. Під час Другої світової війни церква знову була пошкоджена. Після депортації лемків стояла пусткою, у 1949 р. повітове староство у Кросні віддало її полякам, однак ті користувались каплицею, церкву використовували як склад. Після повернення частини лемків у 1956 р. домагались повернення церкви, доки 24 лютого 1966 р. не отримали дозвіл. Під керівництвом Івана Гальчика церкву відбудовували. 28 листопада 1971 р. поляки з Полян і довколишніх сіл розбили замки і виламали двері та захопили церкву. Суди за повернення церкви тривали до листопада 1992 р., коли було винесене рішення про почерговість відправ римокатоликів і грекокатоликів.

## Демографія
Демографічна структура станом на 31 березня 2011 року:
|          | Загалом | Допрацездатний вік | Працездатний вік | Постпрацездатний вік |
| -------- | ------- | ------------------ | ---------------- | -------------------- |
| Чоловіки | 136     | 26                 | 93               | 17                   |
| Жінки    | 125     | 30                 | 68               | 27                   |
| Разом    | 261     | 56                 | 161              | 44                   |

## Відомі люди
- Стахура Данило — український суспільний і політичний діяч, адвокат; організатор Самбірщини, Ярославщини, Любачівщини й Берегівщини, посол до австрійського парламенту від Національно-Демократичної Партії (1907—1911).
- Сілецький Іван — професор учительської гімназії в Самборі, убитий поляками 8 червня 1919 року на річці Велика Турава поблизу селища Погар[7]. Похований у с. Сливки, а 1922 року перепохований у Самборі разом із сином Степаном та зятем Василем Падохом.